# Citroën LN
La LN era una piccola autovettura prodotta tra il 1976 ed il 1986 dalla Casa automobilistica francese Citroën, come ulteriore alternativa alla 2CV e alla Dyane. La sigla, letta alla francese ("elèn"), indicava il vero nome dell'autovettura, Helène.

## Storia

### Genesi
I primi germi del progetto che avrebbe dato i natali alla LN affondano le loro radici nel 1968, quando la Fiat rilevò il 49% del pacchetto azionario del gruppo Michelin, all'epoca proprietario del marchio Citroën. Tale operazione fu voluta da entrambe le parti per dar vita ad una joint-venture denominata ParDevi. In quel periodo, i vertici della Casa francese avevano già in mente di realizzare una nuova automobile, ancora una volta di fascia bassa, ma che non andasse a competere commercialmente con la 2CV o con la Dyane, dotata di un corpo vettura più compatto. L'alleanza con Fiat pose il marchio del double chevron nelle condizioni di poter utilizzare il pianale di una famosa utilitaria torinese, la 127. In effetti i primi studi sulla futura utilitaria Citroën impiegarono proprio la piattaforma Fiat. Il progetto intrapreso con la Casa italiana fu noto come Progetto Y, un progetto che non sarebbe sfociato in alcunché dal momento che nel 1973 la Fiat cedette la sua quota alla Michelin, lasciando però la Citroën in una situazione economica davvero precaria e senza più i mezzi per portare avanti il nuovo progetto. Fu in quel periodo che un'altra Casa francese, la Peugeot, entrò nel capitale della Citroën, acquisendo il 38.2% del suo pacchetto azionario e permettendo alla Casa del "double chevron" di poter usufruire dei componenti della sua utilitaria, la 104. Il progetto poté quindi riprendere il suo cammino, questa volta sotto il nome di Progetto VD, il quale sarebbe sfociato non solo nella realizzazione della LN, ma anche in quella della Citroën Visa, anch'essa su base 104. Per quanto riguardava la carrozzeria, si stabilì di utilizzare i lamierati della 104 a 3 porte, versione a passo accorciato della berlina utilitaria di Sochaux, ma con motore derivato da quello della 2CV, sia per stare un gradino più in basso della 104 3 porte, sia per conferire alla nuova piccola Citroën una personalità che si distaccasse da quella della piccola Peugeot. A tale scopo vennero apportate anche alcune modifiche esterne, come per esempio ai fari anteriori. L'embrione di progetto inizialmente basato sul pianale della Fiat 127 venne in seguito utilizzato, nel 1982, per produrre un'altra vettura Citroën in collaborazione con la casa rumena Oltcit, la Axel.

### Debutto
Presentata al Salone dell'automobile di Parigi del 1976, la LN fu la prima nuova vettura nata dalla Citroën dopo essere stata acquistata dalla Peugeot.

#### Caratteristiche
Esternamente, la parentela con la Peugeot era più che evidente, ricordando in tutto e per tutto la Peugeot 104 serie Z, detta anche coupé o più semplicemente a 3 porte. Se ne differenziava principalmente per il frontale, i cui fari erano ripresi dalla Dyane e dalla Mehari, e di conseguenza erano stati ridisegnati anche gli alloggiamenti dei fari stessi. Posteriormente, mancavano inoltre le sottili prese d'aria sui montanti posteriori, presenti invece nella 104.
Il comparto meccanico offriva le maggiori differenze, poiché se sul piano della meccanica telaistica veniva ripreso quanto già visto nella 104 (aventreno di tipo MacPherson, retrotreno a bracci tirati, impianto frenante misto, ecc.), motoristicamente la LN montava il bicilindrico 602 cm³ raffreddato ad aria derivato da quello della 2CV e già montato, con tutti gli adeguamenti del caso, anche su Dyane, Ami 6 ed Ami 8. La differenza più evidente tra il bicilindrico della LN e quello delle altre Citroën che lo hanno montato stava nel tipo di accensione, che sulla LN era di tipo elettronico, mentre negli altri modelli era del tipo a bobina e ruttore. Anche dal punto di vista prestazionale, questo motore ebbe un leggero miglioramento rispetto al motore della 2CV, poiché passava da 29 a 32 CV.

### Evoluzione

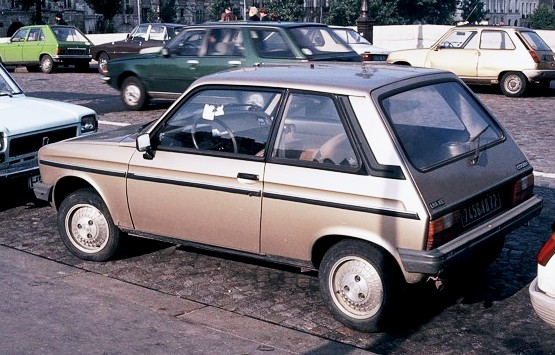
Vista posteriore di una LNA 1983, riconoscibile per i fari posteriori maggiorati

L'equipaggiamento ridotto al minimo e i costi ridotti all'osso fecero contenere anche il prezzo finale di listino, così da rendere la LN un'auto potenzialmente di buon successo commerciale. In realtà, l'opinione si divise tra i sostenitori che ne apprezzavano l'economicità e la modernità della linea, ed i detrattori, che rimasero scandalizzati dal fatto che si trattava di un incrocio tra carrozzeria Peugeot e motore Citroën. Pertanto, i dati di vendita furono frenati in parte da questa frattura. Occorre inoltre ricordare che un terzo modello del gruppo apparve poco dopo riprendendo parte degli ingredienti, cioè la Talbot Samba (Talbot era il marchio riesumato per sostituire Simca in seno a PSA Peugeot-Citroen) la quale presentava il pianale a passo lungo della 104 berlina declinato in carrozzeria a tre porte, con fiancate specifiche e una lunghezza maggiore di circa 12cm, nonché unica delle tre vetture realizzata anche in versione cabriolet.
In ogni caso, la commercializzazione fu avviata all'inizio del 1977, con sito di produzione ubicato presso lo stabilimento di Forest. Durante lo stesso anno venne introdotta la LN Entreprise, ossia una LN in versione van, senza divanetto posteriore.
Nell'autunno del 1978 venne presentata la LNA; quasi identica nell'estetica alla LN, era però equipaggiata con un motore bicilindrico di 652 cm³ (lo stesso che equipaggiava la contemporanea Visa), sempre ad accensione elettronica. Tale motore erogava 36 CV ed era un'evoluzione del vecchio bicilindrico da 602 cm³. La LNA non andò tuttavia a sostituire la LN, ma le si affiancò per poco più di un anno.
Nel 1980 la LN venne tolta dai listini, lasciando la LNA come unica esponente della gamma: per l'occasione, vi furono anche lievissimi aggiornamenti estetici, il più evidente dei quali fu nel colore degli indicatori di direzione, passato da bianco ad arancione. Ma la difficile situazione economica in cui si trovava il Gruppo PSA tra la fine degli anni settanta e l'inizio degli anni ottanta portò a dover prendere decisioni difficili ed alla fine di quello stesso 1980, lo stabilimento di Forest venne chiuso, spostando altrove la produzione della LNA.

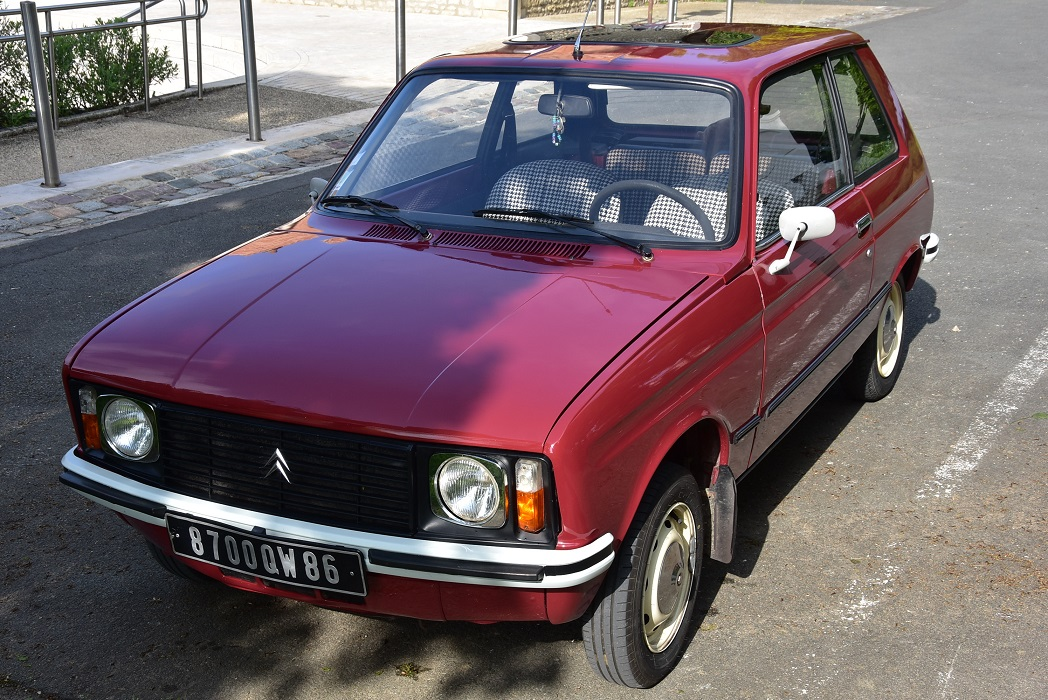
LN del 1981

Nel 1981 un nuovo aggiornamento introdusse il lunotto termico, il retrovisore interno a due posizioni, un nuovo radiatore maggiorato e nuovi retrovisori esterni. Fu anche introdotta la LNA Club, dotata di predisposizione per l'autoradio e riconoscibile esternamente solo per le scritte identificative.
Un altro lievissimo aggiornamento a fine 1982 introdusse una nuova motorizzazione di origine Peugeot, appartenente alla serie X: si trattava del motore da 1124 cm³ (LNA 11E e LNA 11RE). In questa motorizzazione, la LNA migliorò nettamente le prestazioni, arrivando a 145 km/h di punta massima grazie ai 50 CV di potenza massima. La nuova motorizzazione era a quattro cilindri e raffreddata ad acqua. Le LNA 11E ed 11RE si posizionarono quindi al top della gamma, lasciando la versione con bicilindrico a fare da entry model. Rimasero invece inalterate la sua praticità d'utilizzo e la sua elevata economia di esercizio, nonché il prezzo di listino sempre molto concorrenziale. Per i mercati francese ed italiano venne anche introdotta una versione intermedia, la LNA 10E, spinta anch'essa da un motore di origine Peugeot, in questo caso da 954 cm³, con potenza massima di 45 CV.
Nel 1983 vennero introdotte le serie speciali Cannelle e Prisu, mentre la gamma intera ricevette nuovi paraurti in plastica, nuovi inserti laterali sempre in plastica, fari posteriori più grandi e mutuati dalla 104 3 porte anch'essa aggiornata, un tergicristallo a due velocità e, nella versione di punta, anche il divanetto posteriore frazionabile. A questo punto le differenze tra la 104 a 3 porte e la LNA divennero davvero minime e si limitavano esteriormente al solo logo delle due Case. Nel frattempo, come già scritto, da un anno era stata introdotta una terza "cugina", vale a dire la Talbot Samba, anch'essa accompagnata da un tiepido successo commerciale, ma che in compenso proponeva un'abitabilità posteriore migliorata data la significativa differenza in lunghezza, oltre alla variante cabriolet rispetto alle altre due. La presenza della Samba fu un altro motivo che limitò ulteriormente le vendite della LNA, complice anche la gamma più completa.
Nel 1984, la LNA 11RE ricevette un nuovo cambio con rapporti modificati e fu ribattezzata LNA 11RS.
La produzione della LNA cessò nel mese di luglio del 1986 con la presentazione della nuova AX, che andò a sostituire anche la più grande Visa.

### Modelli Speciali
Nel 1982 fu presentato il modello speciale LNA Marina, ovvero la variante cabriolet che fu prodotta dal carrozziere francese Bertin in soli 20 esemplari. Questo modello, tra l'altro, anticipò molte soluzioni stilistiche poi adottate dalla Talbot Samba Cabriolet che debuttò in seguito.

### Riepilogo caratteristiche
Di seguito vengono riepilogate le caratteristiche delle varie versioni previste per la gamma LN/LNA:
| Modello      | Sigla modello | Motore  | Cilindrata cm³ | Potenza CV/rpm | Coppia Nm/rpm | Massa a vuoto (kg) | Velocità max | Acceler. 0–100 km/h | Consumo (l/100 km) | Anni di produzione | Note                                    |
| LN           | RB RB         | R06/630 | 602            | 32/5750        | 41/3500       | 706                | 120          | -                   | 6.7                | 1976-80            |                                         |
| LNA          | RB RD         | V06/630 | 652            | 35/5750        | 52/3500       | 710                | 126          | 23"8                | 6.8                | 1978-80            |                                         |
| LNA          | RB RD         | V06/644 | 652            | 34.5/5500      | 47/3500       | 710                | 125          | 24"                 | 6.8                | 1980-86            |                                         |
| LNA 10E      | -             | 108C    | 954            | 45/6000        | 66/3000       | 735                | 135          | 18"4                | 7.6                | 1982-86            | Solo per i mercati francese ed italiano |
| LNA 11E/11RE | -             | 109/5F  | 1124           | 50/6000        | 85/2800       | 760                | 138          | 18"2                | 7.3                | 1982-84            |                                         |
| LNA 11RS     | -             | 109/5F  | 1124           | 50/6000        | 85/2800       | 760                | 144          | -                   | -                  | 1984-86            |                                         |